# El Punt Avui

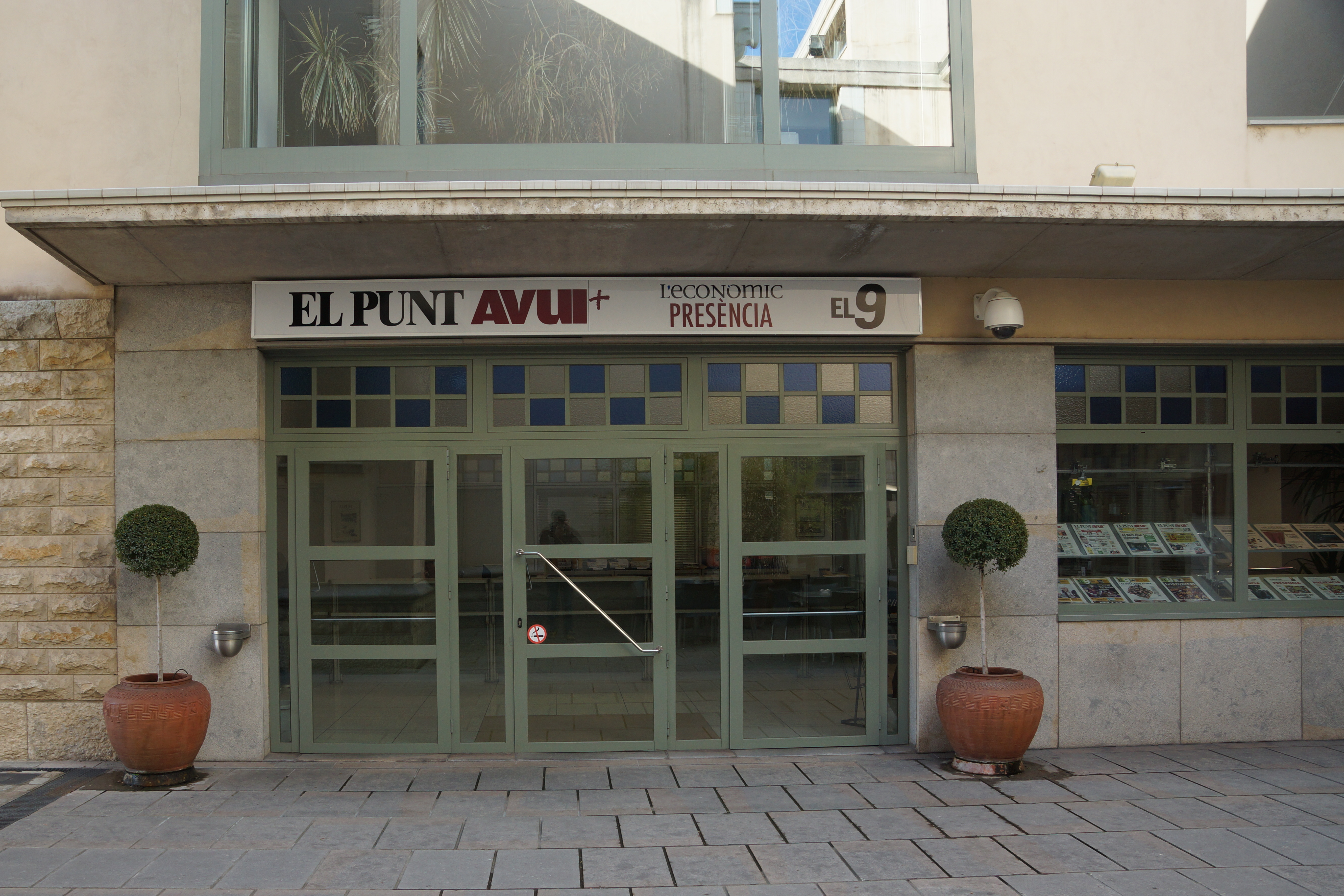
Entrée principale de la rédaction du journal El Punt Avui, Gérone.

El Punt Avui est un quotidien de Catalogne en catalan, issu de la fusion des quotidiens El Punt et Avui sorti le 31 juillet 2011. Il est publié sous forme papier et sous forme numérique. Il dispose d'une édition nationale et une autre pour les comarques de Gérone.

## Présentation
Le 29 décembre 2017, à la suite de l'arrêt avec l'application de l'article 155 de la Constitution espagnole des subventions de la Généralité de Catalogne, on annonce que le journal ne conservera que ses bureaux à Gérone, entrainant la fermeture du bureau de Barcelone et le licenciement de 90 personnes.